# Битка код Санџуа
Битка код Санџуа (енгл. Battle of Sangju) био је покушај малобројне и неприпремљене корејске војске да задржи јапанско напредовање ка Сеулу током јапанске инвазије Кореје (1592). Битка је завршена одлучујућом јапанском победом, а Сеул је освојен без борбе неколико дана касније.

## Позадина
Јапанска инвазија Кореје у пролеће 1592. затекла је краљевство Чосон потпуно неспремно за рат. Након више од 200 година мира, војска је била малобројна, слабо плаћена и наоружана: за разлику од Јапанаца, који су већ увелико користили аркебузе, Корејанци су још увек користили само лук и стрелу. Јапанска војска се састојала од професионалних ратника, самураја који су се борили пешице и на коњу и професионалних пешадинаца (ашигару) наоружаних копљима и аркебузама, који су већином били заштићени гвозденим оклопима и шлемовима. На корејској страни, само је коњица имала ламеларне или постављене платнене оклопе и гвоздене шлемове: већину војске чинила је пешадија састављена од мобилисаних грађана и наоружана копљима, луковима и стрелама, без икакве заштитне опреме изузев црних туника без рукава и филцаних шешира. Уз то, док су јапански заповедници били прекаљени ветерани из грађанских ратова за уједињење Јапана под Одом Нобунагом (1560-1582) и Тојотоми Хидејошијем (1582-1592), корејски официри били су већином дворски племићи без икаквог ратног искуства. Лука Пусан, прва тачка инвазије, освојена је за један дан (14. априла 1592), а све корејске тврђаве и гаризони одатле до Сеула заузети су на јуриш или напуштени без борбе.

## Битка
Вест о паду Пусана стигла је у Сеул 3 дана касније, 17. априла: краљ Сенђо је одмах упутио на југ генерала Ји Ила, са наређењем да поседне планински пролаз Чо-рјунг, између провинција Кјонгсанг и Чунгчoнг - кључни стратегијски положај на главном друму од Пусана за Сеул. Међутим, корејска војска била је тако малобројна и расејана по малим гарнизонима, да је врховни командант Ји Ил кренуо из Сеула са само 300 коњаника (по другим изворима свега 60), са наређењем да прикупи трупе успут.
Послат у битку без војске, и прикупивши успут само 900 необучених регрута, генерал Ји Ил је потучен од далеко надмоћније јапанске Прве дивизије (око 20.000 људи) код Санџуа, 25. априла. Изгубивши своју малу војску, побегао је на север без борбе, придруживши се војсци која се окупљала код замка Чунџу на јужној обали реке Хан, јужно од Сеула.